# Katalin Kulcsár

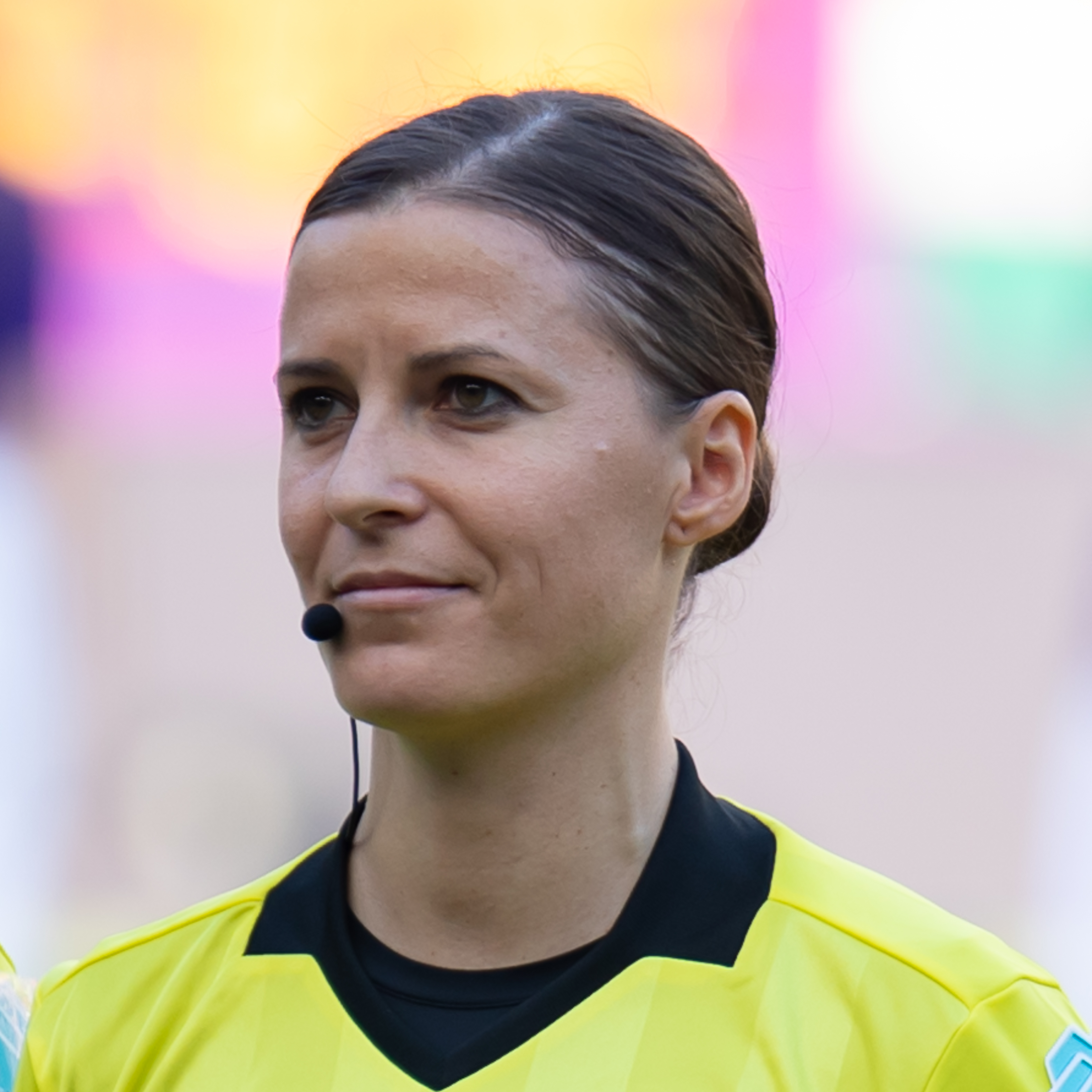
Katalin Kulcsár (2019)

Katalin Anna Kulcsár (* 7. Dezember 1984 in Győr) ist eine ungarische Fußballschiedsrichterin.

## Karriere

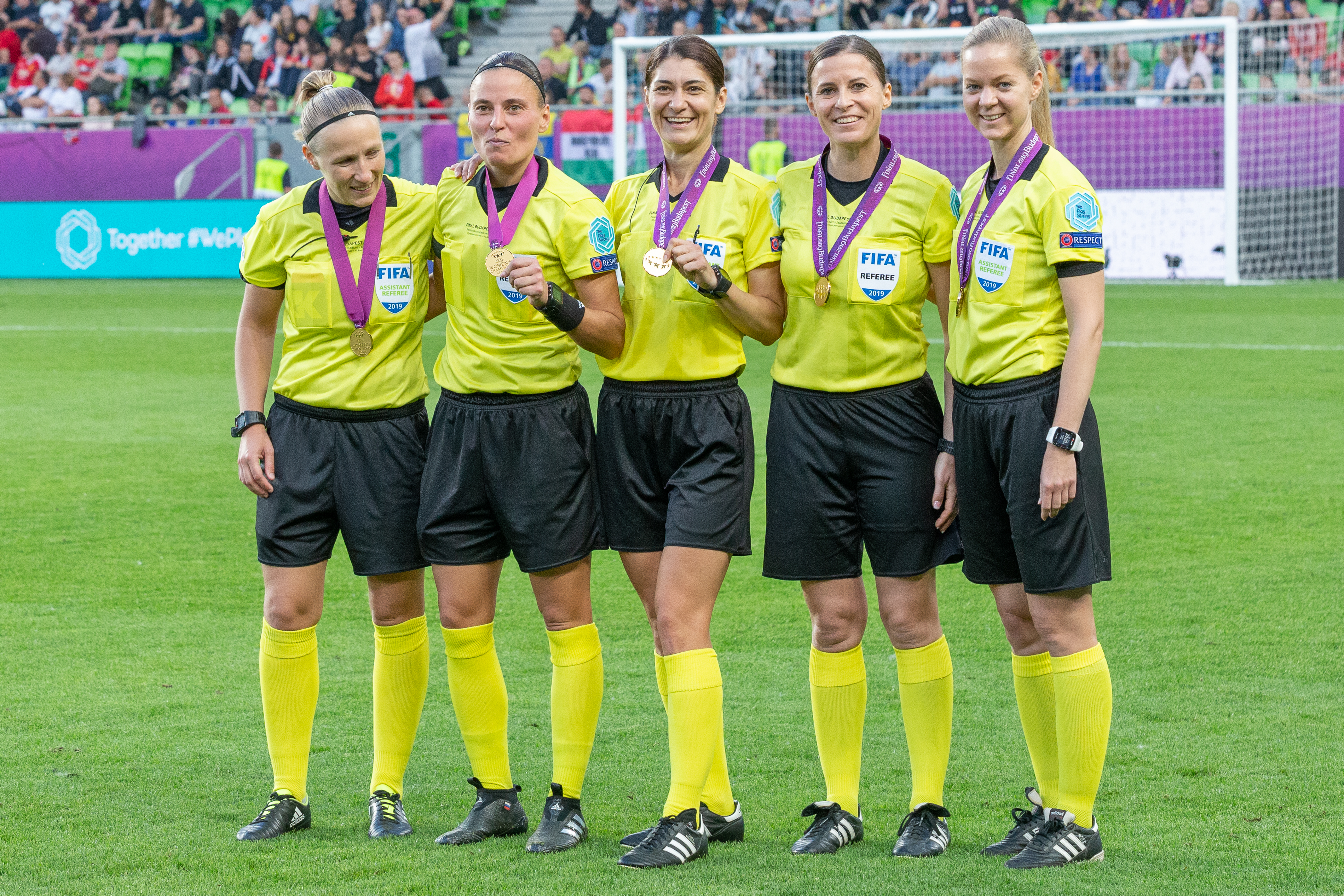
Katalin Kulcsár (2. v. r.) beim Women’s-Champions-League-Finale 2018/19

Sie nahm als Schiedsrichterin an der U-17-Weltmeisterschaft 2014 teil und war als vierte Offizielle für die U-20-Weltmeisterschaft 2014 wenige Monate später eingeteilt. Dort ersetzte sie im Verlauf des Gruppenspiels zwischen Ghana und Nordkorea die verletzte Schiedsrichterin Carina Vitulano. Im Erwachsenenbereich leitete Kulcsár unter anderem Spiele in der höchsten ungarischen Frauenfußballliga, beim Algarve-Cup 2013, der Europameisterschaft 2013, sowie in der UEFA Women’s Champions League.
Im März 2015 wurde sie als Schiedsrichterin für die WM 2015 nominiert. Bei der WM war sie die Schiedsrichterin, die als Erste einer Spielerin die Rote Karte zeigte: im Spiel zwischen den WM-Neulingen Ecuador und Kamerun schickte sie die ecuadorianische Mannschaftskapitänin Ligia Moreira wegen einer Notbremse vorzeitig in die Kabine. Da keine ungarischen Schiedsrichterassistentinnen nominiert wurden, assistieren ihr bei der WM Kolleginnen aus verschiedenen Ländern, u. a. die Deutschen Marina Wozniak und Katrin Rafalski beim Spiel zwischen China und Neuseeland am 15. Juni.
Am 26. Mai 2016 leitete Kulcsár zusammen mit Judit Gavalla-Kulcsár und Andrea Hima das Finale der Women’s Champions League 2015/16 zwischen dem VfL Wolfsburg und Olympique Lyon (1:1 n. V., 3:4 i. E.). Bei der Ausgabe drei Jahre später unterstützte sie die russische Schiedsrichterin Anastassija Pustowoitowa als Vierte Offizielle.
2017 nahm sie erneut an einer EM-Endrunde der Frauen teil. Beim Turnier in den Niederlanden leitete sie insgesamt vier Spiele, darunter zwei der deutschen Mannschaft. Nach dem 0:0 in der Gruppenphase gegen Schweden pfiff sie auch das Viertelfinalaus der DFB-Frauen gegen Dänemark, welches aufgrund der Wetter- und Platzverhältnisse kurzfristig von Samstagabend am Sonntagmittag verlegt werden musste.
Am 3. Dezember 2018 wurde sie für die Fußball-Weltmeisterschaft der Frauen 2019 nominiert. und kam dort zu drei Einsätzen. Beim Women’s UEFA Champions League-Finale 2021 amtierte sie erneut als Vierte Offizielle, diesmal im Gespann um die Deutsche Riem Hussein. Die folgenden Großereignisse wie zum Beispiel die EM 2022 oder die WM 2023 verpasste sie unter anderem wegen einer Schwangerschaft. Als Video-Assistentin nahm sie jedoch am olympischen Fußballturnier 2024 in Paris teil.
Im April 2025 wurde Kulcsár gemeinsam mit Anita Vad und Irina Pozdejeva für die Europameisterschaft 2025 in der Schweiz nominiert und gab damit nach sechs Jahren ihr Comeback als Hauptschiedsrichterin bei einem großen Turnier.

## Besondere Einsätze

### Fußball-Europameisterschaft der Frauen 2013
| Phase         | Datum         | Spielort | Heimmannschaft | Gastmannschaft | Ergebnis  |
| ------------- | ------------- | -------- | -------------- | -------------- | --------- |
| Gruppenphase  | 11. Juli 2013 | Kalmar   | Norwegen       | Island         | 1:1 (1:0) |
| Gruppenphase  | 16. Juli 2013 | Halmstad | Schweden       | Italien        | 3:1 (0:0) |
| Viertelfinale | 27. Juli 2013 | Växjö    | Italien        | Deutschland    | 0:1 (0:1) |

### Fußball-Weltmeisterschaft der Frauen 2015
| Phase        | Datum         | Spielort  | Heimmannschaft      | Gastmannschaft | Ergebnis  |
| ------------ | ------------- | --------- | ------------------- | -------------- | --------- |
| Gruppenphase | 8. Juni 2015  | Vancouver | Kamerun             | Ecuador        | 6:0 (3:0) |
| Gruppenphase | 15. Juni 2015 | Winnipeg  | Volksrepublik China | Neuseeland     | 2:2 (1:1) |

### UEFA-Women’s-Champions-League-Finale 2015/16
| Phase  | Datum        | Spielort           | Heimmannschaft | Gastmannschaft | Ergebnis                        |
| ------ | ------------ | ------------------ | -------------- | -------------- | ------------------------------- |
| Finale | 26. Mai 2016 | Reggio nell’Emilia | VfL Wolfsburg  | Olympique Lyon | 1:1 n. V. (1:1, 0:1), 3:4 i. E. |

### Fußball-Europameisterschaft der Frauen 2017
| Phase         | Datum         | Spielort  | Heimmannschaft | Gastmannschaft | Ergebnis  |
| ------------- | ------------- | --------- | -------------- | -------------- | --------- |
| Gruppenphase  | 17. Juli 2017 | Breda     | Deutschland    | Schweden       | 0:0       |
| Gruppenphase  | 23. Juli 2017 | Rotterdam | Schottland     | Portugal       | 1:2 (0:1) |
| Gruppenphase  | 26. Juli 2017 | Breda     | Schweiz        | Frankreich     | 1:1 (1:0) |
| Viertelfinale | 30. Juli 2017 | Rotterdam | Deutschland    | Dänemark       | 1:2 (1:0) |

### Fußball-Weltmeisterschaft der Frauen 2019
| Phase        | Datum         | Spielort | Heimmannschaft | Gastmannschaft      | Ergebnis  |
| ------------ | ------------- | -------- | -------------- | ------------------- | --------- |
| Gruppenphase | 13. Juni 2019 | Paris    | Südafrika      | Volksrepublik China | 0:1 (0:1) |
| Gruppenphase | 18. Juni 2019 | Grenoble | Jamaika        | Australien          | 1:4 (0:2) |
| Achtelfinale | 24. Juni 2019 | Reims    | Spanien        | Vereinigte Staaten  | 1:2 (1:1) |

### Fußball-Europameisterschaft der Frauen 2025
| Phase        | Datum        | Spielort | Heimmannschaft | Gastmannschaft | Ergebnis  |
| ------------ | ------------ | -------- | -------------- | -------------- | --------- |
| Gruppenphase | 2. Juli 2025 | Thun     | Island         | Finnland       | 0:1 (0:0) |
| Gruppenphase | 7. Juli 2025 | Thun     | Spanien        | Belgien        | 6:2 (2:1) |